# Kenny Godoy
Kenny Godoy (ur. 6 stycznia 1986) – honduraski judoka. Olimpijczyk z Londynu 2012, gdzie zajął 33. miejsce w wadze ekstralekkiej.
Uczestnik mistrzostw świata w 2011 i Pucharu Świata w 2010 i 2011. Siódmy na igrzyskach panamerykańskich w 2011. Brązowy medalista igrzysk Ameryki Środkowej w 2013. Mistrz Ameryki Środkowej w 2010 roku.

## Letnie Igrzyska Olimpijskie 2012
| Konkurencja | Eliminacje              | Klas. końcowa |
| Konkurencja | Przeciwnik I            | Miejsce       |
| ----------- | ----------------------- | ------------- |
| +60 kg      | Zakari Gourouza (NIG) P | 33.           |